# Lotte
Lotte Group — найбільший японський і південнокорейський конгломерат (чеболь), заснований в 1967 році в Сеулі і об'єднує більше 60 компаній різної спрямованості. У групу, зокрема, входять Lotte Shopping Co (рітейл), Lotte Real Estate (девелопмент), Lotte Ice Cream (виробництво продуктів харчування), Lotte Hotels & Resorts (мережа готелів), Lotte Confectionery, Lotte Chilsung (напої, в тому числі Мілкіс).
Загальний оборот групи в 2006 році — 32 млрд дол.
У компаніях Lotte працює близько 60 тисяч осіб.

## Історія
Перше підприємство засновник компанії Шин Гек Хо засновує в Японії в 1946 році. Історія групи компаній Lotte в Південній Кореї починається в 1967 році створенням першого великого кондитерського заводу Lotte Confectionery в Південній Кореї. Назва компанії походить від імені головної героїні роману Гете «Страждання юного Вертера» Шарлотти.
Зараз Lotte Group — великий південнокорейський конгломерат, компанії групи діють в різних галузях економіки, у тому числі: виробництві харчових продуктів, роздрібній торгівлі, туризмі, нафтохімії та будівництві, а також фінансовому секторі. Філії корпорації відкриті в найбільших країнах азійсько-тихоокеанського регіону: США, Японії, Китаї, Росії, Південної Кореї, В'єтнамі, Індії та на Філіппінах.
В 1970-і рр. під брендом Lotte були засновані компанії з виробництва харчових продуктів та алкогольних напоїв. Група розвивала мережу кав'ярень Angel-in-us, ресторани швидкого харчування Lotteria. Відкрито кілька ресторанів в Кореї по франшизі американської мережі фастфуду T. G. I. friday's.
Lotte управляє мережами торгових центрів, гіпер- і супермаркетів, кінотеатрів, цілодобових та Інтернет-магазинів (універмаги Lotte Department Store, супермаркети Lotte Super, гіпермаркети Lotte Mart, мінімаркети 7-Eleven, магазини одягу UNIQLO).

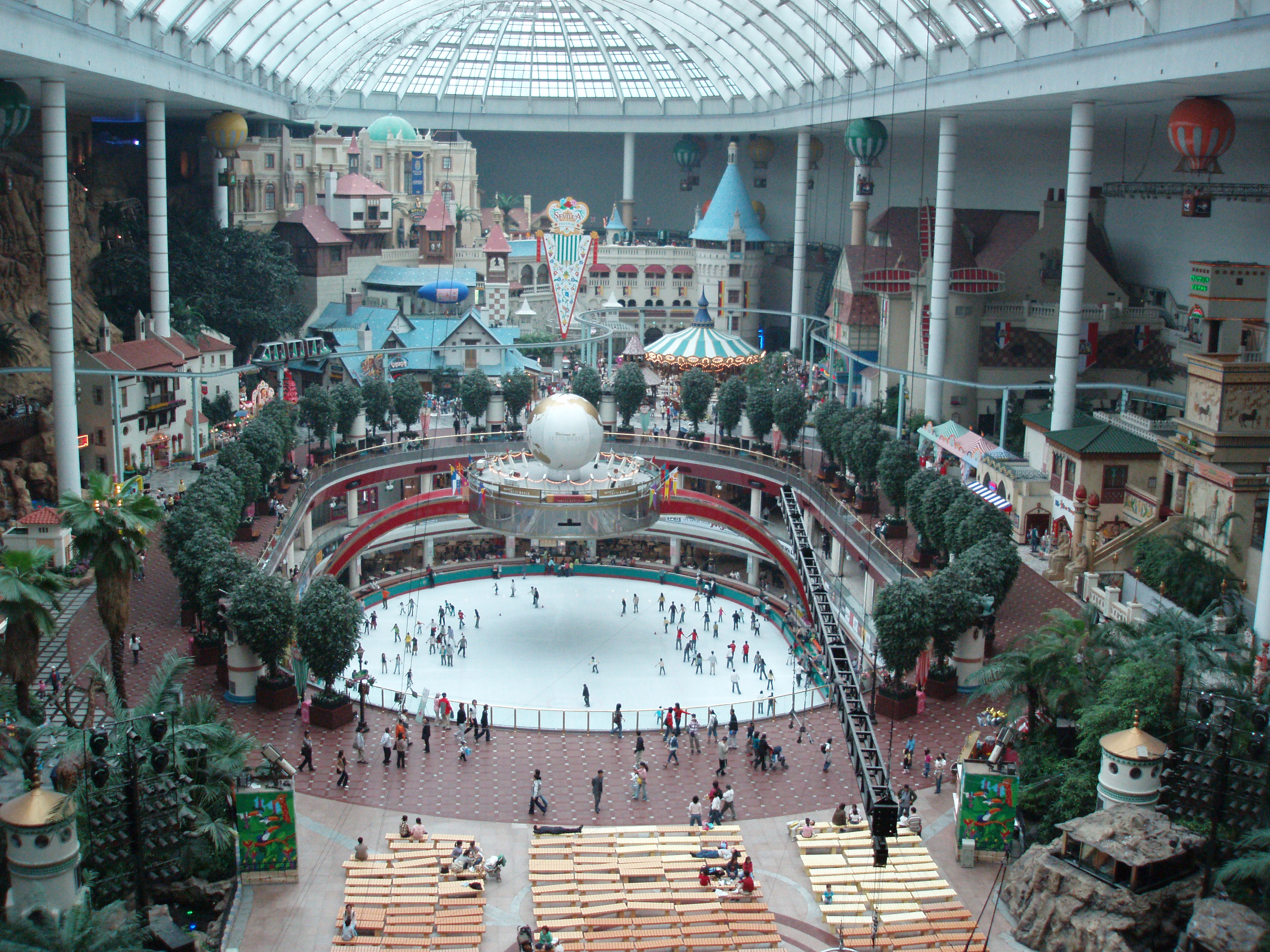
Lotte World в Сеулі

Lotte Group також займається  Інтернет-торгівлею за допомогою віртуального торговельного центру Lotte.com (за оцінками — близько 11 мільйонів покупців) і «магазину на дивані» Lotte Home Shopping (покупки за допомогою телефонів, кабельного телебачення, за каталогами і через Інтернет). 
У 1970-х рр. керівництво Lotte Group ухвалило рішення про будівництво свого першого готелю в Сеулі. Так, у 1972 році з'явився Lotte Seoul Hotel. Через кілька років дочірня компанія Lotte Hotels & Resorts перетворилася в мережу з шести готелів, розташованих у найбільших містах Кореї. Зараз компанія володіє 21 діючим готелем, готуються до відкриття ще 2.
Портфель будівельних об'єктів Lotte також включає великий критий парк відпочинку Lotte World, мюзик-хол Lotte Theater в Сеулі, курорти Lotte Jeju Resort і Lotte Buyeo Resort, бутіки безмитної торгівлі Lotte Duty Free.
У фінансовому секторі Lotte займається безліччю послуг, у тому числі випуском кредитних карт і страхуванням. Фінансові структури Lotte Card, Lotte Capital і Lotte Insurance надають повний цикл фінансових послуг фізичним і юридичним особам. Сервісні компанії Lotte Data Communication і Lotte Data Center забезпечують IT супровід та технічну підтримку.
Соціальні проєкти корпорації Lotte Scholarship Foundation і Lotte Welfare Foundation існують з 1980-х рр. Діє програма «Lotte School».
Lotte Group оголосила про свій план розвитку до 2018 року, в рамках якої корпорація прагне стати провідним міжнародним брендом за всіма напрямками своєї діяльності.